# Серама
Серама  (Малайзійська серама) — декоративна порода курей, виведена у Малайзії на кінці двадцятого сторіччя шляхом схрещування порід японський бантам і малазійської сільської курки. Серами вважаються найменшою породою курей у світі. 

## Фізичні характеристики
Серами можуть мати будь-який колір. Зі стандартних фізичних характеристик, серами відрізняються від інших порід курей короткою спиною, вигнутою дугою шиєю, хвостом, що стоїть під прямим кутом у 90°. Голова зміщена назад і майже торкається хвоста. Крила "тягнуться" до землі, але не торкаються неї. 
Через клімат регіону виведення, молоді серами погано переносять вологі або холодні місця, проте невеликий розмір дозволяє їм краще переносити утримання в сараях.
Середня вага птаха 225-600г. Згідно зі стандартами породи, чим менша вага, тим більше цінуються кури.

## Продуктивність
Серами мають летальну комбінацію генів, що не дозволяє 25% яєць вилупитись. За рік курка серам може знести 50-60 яєць. Їх розмір залежить від розміру курки (зазвичай 20-30г).
Інкубаційний період яєць – 20-21 день. 

## Захворювання та паразити
Найбільш поширені захворювання серам наведені нижче:
- Респіраторний мікоплазмоз
- Хвороба Ньюкасла
- Вушна інфекція
- Пролапс

Поширені й паразитичні комахи. 

## Галерея

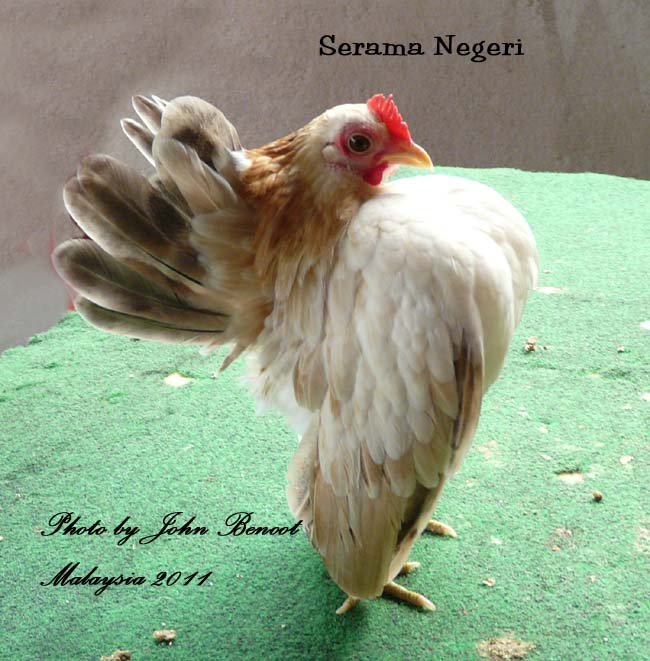
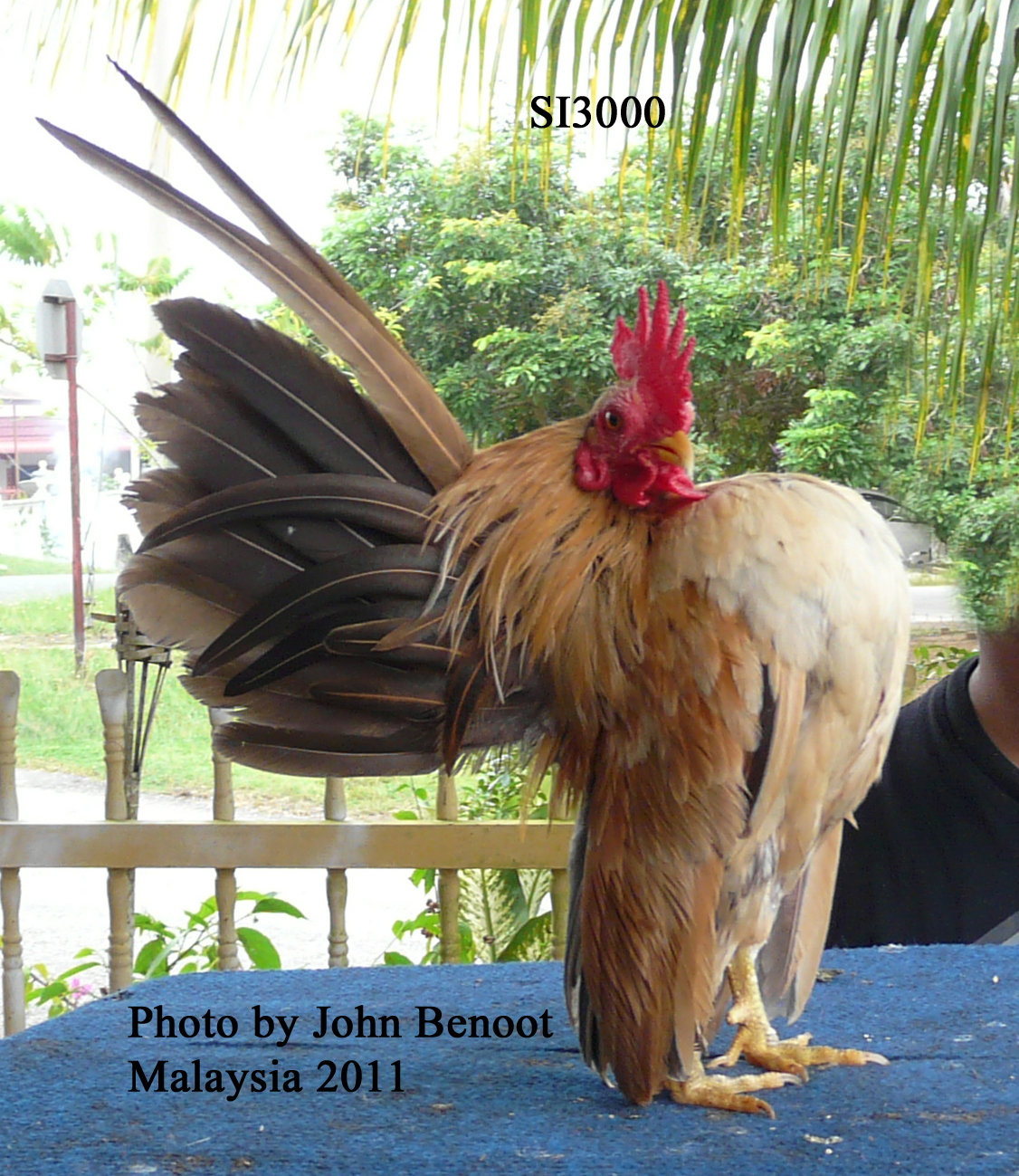
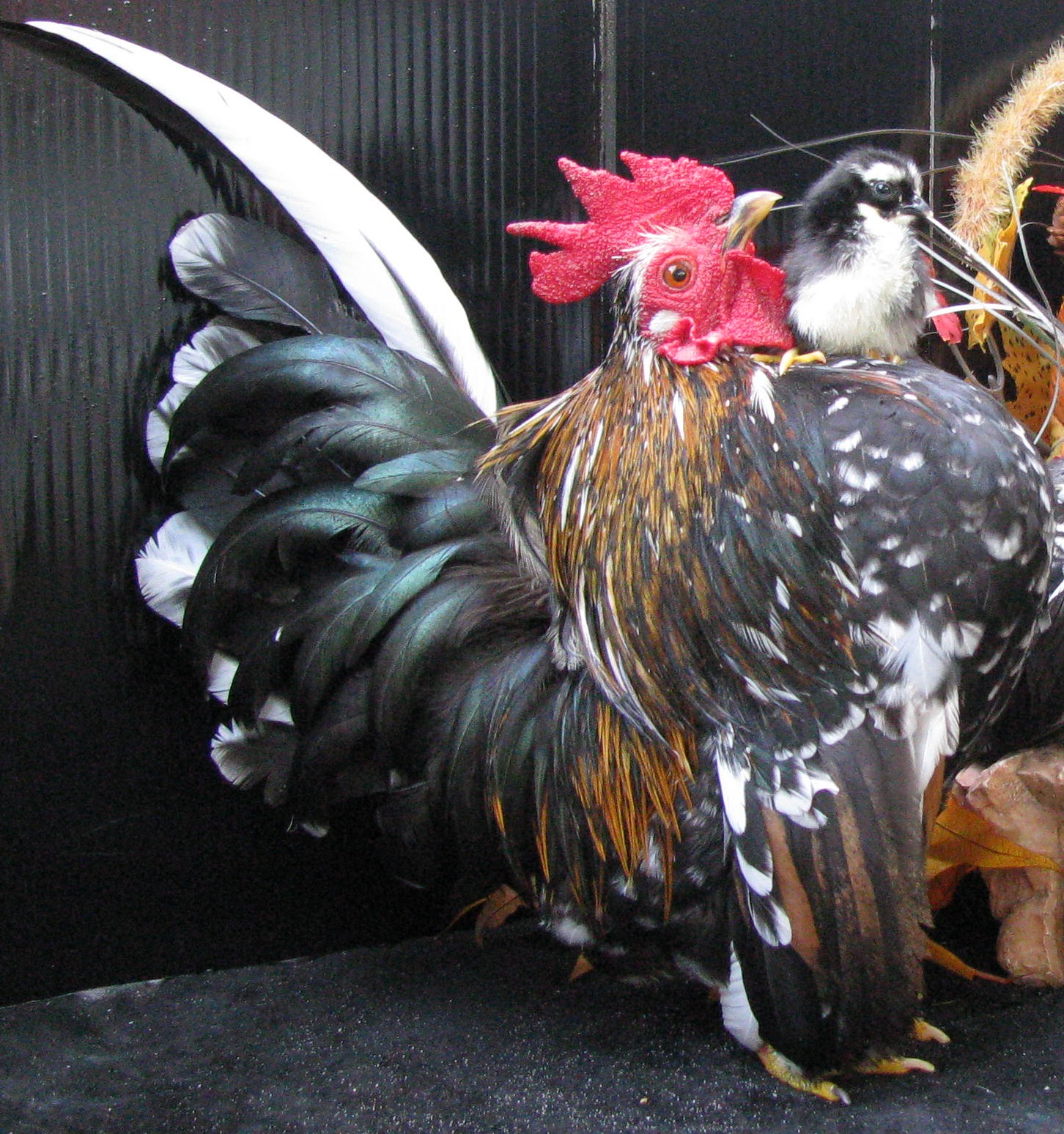
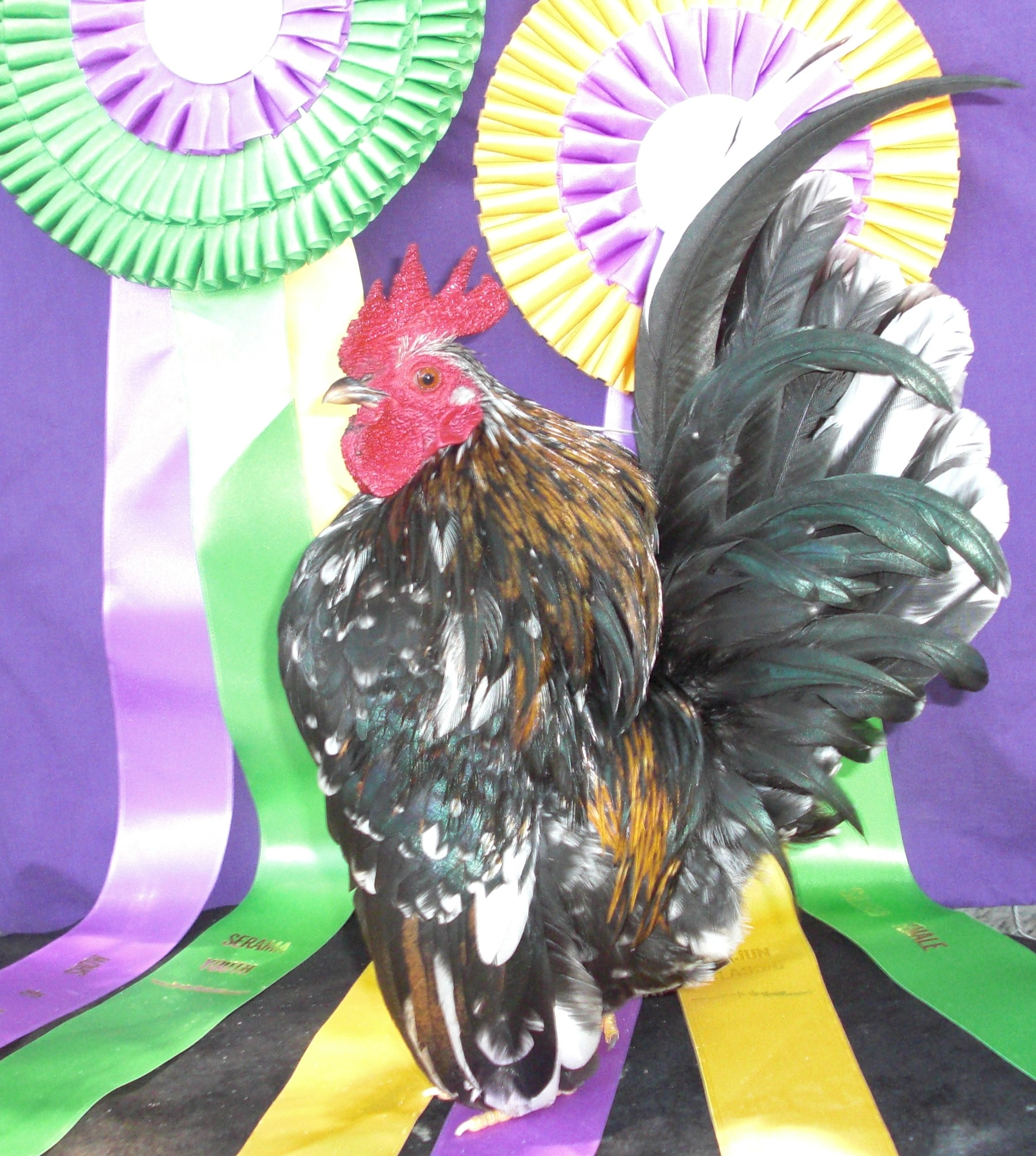

1. ↑  Daniels, Tim (21 травня 2015). Serama Bantams. poutrykeeper.com (англ.).
2. ↑  Serama Standard. American Serama Association (англ.).
3. 1 2  Wright, Carrie (2009). An introduction to the Serama Bantam (англійською) . с. 26, 44—48.